# Штирія
Штирія (нім. Steiermark [ˈʃtaɪ.ɐmaʁk], бавар. Steiamårk, словен. Štajerska, хорв. Štajerska; угор. Stájerország) — федеральна земля на південному сході Австрії. Столиця і найбільше місто — Грац. За даними 2001 року, населення землі становило 1,243 млн, що є 4-м показником серед земель Австрії. Межує на півдні зі Словенією (Корошка, Подравський регіон, Помурський регіон) .

## Етимологія
Штирійська марка отримала свою назву від первісного місця правління династії Отакарів: міста Штайр, у сучасній Верхній Австрії. Німецькою мовою область все ще називається «Steiermark», тоді як українською мовою використовується латинська назва «Styria» — Штирія. Давній зв'язок між Штайром та Штирією очевидний також у їхніх майже однакових гербах: білій Пантері на зеленому тлі.

## Географія

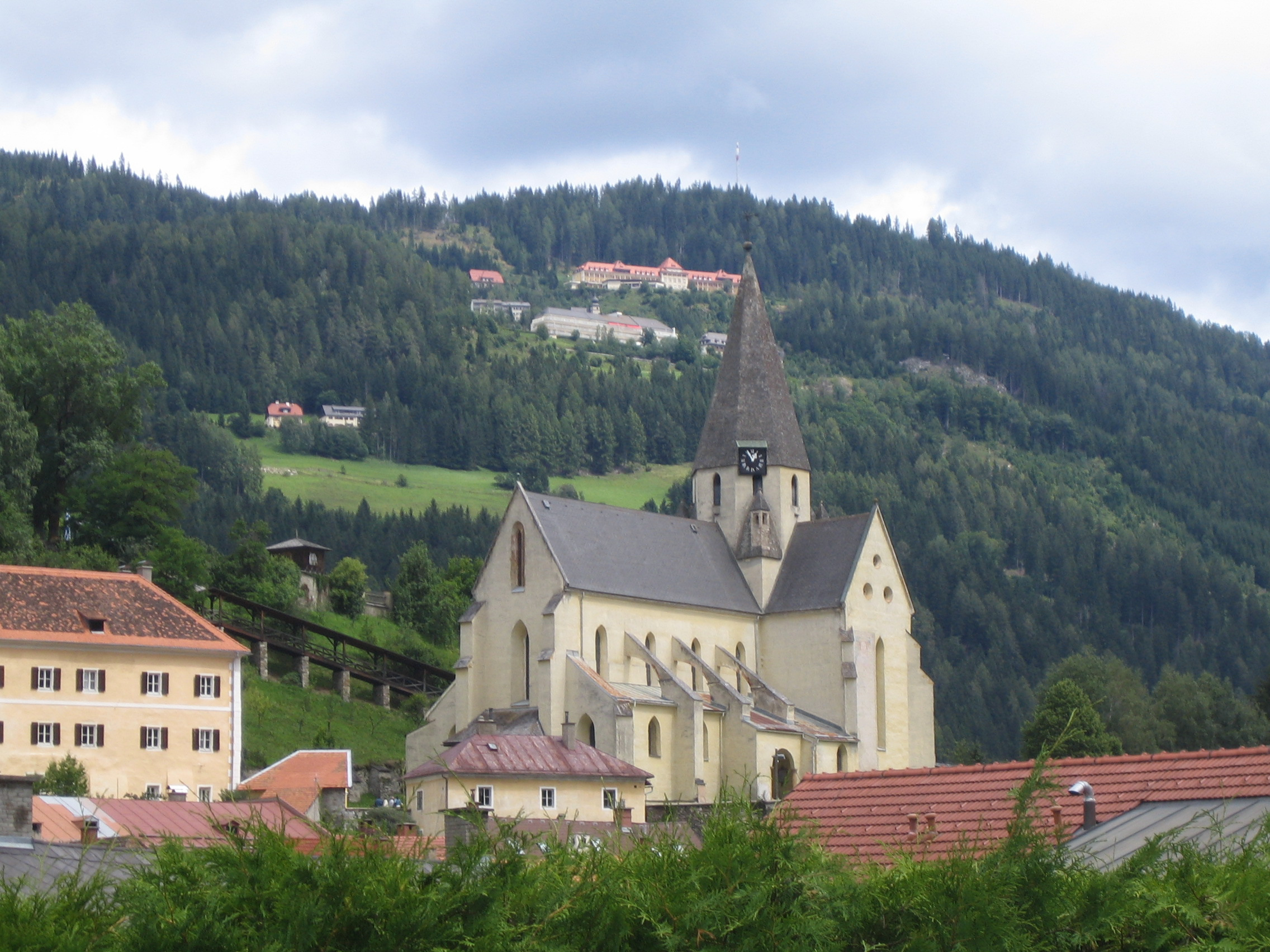
Околиці міста Мурау

Площа землі 16 392 км², що є 2-м показником серед земель Австрії. На півночі Штирія межує із землями Верхня і Нижня Австрія, на сході — із землею Бургенланд, на півдні — зі Словенією і Каринтією, на заході — із Зальцбургом. Регіон, під назвою Нижня Штирія, що до 1918 р. входив до складу Штирійської коронної землі, на початок ХХІ сторіччя знаходиться на території Словенії.

### Поділ
Штирія має поділ на декілька регіонів. Найбільшим є Верхня Штирія, яка простягається від північного кордону до Штирійського Рандгебірге на південь від борозни Мур-Мюрц. Західна Штирія лежить на південь і захід від Мура, а східна — на схід від Мура і на південь від Вехзеля і Альп Фішбахер. Між Східною і Західною Штирією лежить місто Грац.
Інколи район столиці землі Грац і район Грац-Умгебунг згадуються як Mittelsteiermark. Ця область географічно не входить до складу ні Східної, ні Західної Штирії. Ця класифікація Штирії, згідно з якою велика частина Верхньої Штирії є більш західної, ніж Західна Штирія, іноді викликає плутанину серед неспеціалістів. Це сягає часу до Першої світової війни, коли Східна і Західна Штирія разом утворили «Середню Штирію», в той час, як Нижня Штирія була змішаною мовною німецько-словенською територією зі столицею Марбург-ан-дер-Драу (словенський Марибор). Це сталося після закінчення Першої світової війни в Королівстві Югославії і сьогодні належить Словенії. Південна частина країни приблизно від лінії Дойчландсберг — Лейбніц — Бад Радкерсбург називається Зюдштайермарк і її не слід плутати з Нижньої Штирією. Проте, зазвичай (хочаб у Верхньої Штирії) як і раніше часто прирівнюють Südsteiermark до Untersteiermark по імені.

### Рельєф
Практично вся площа Штирії порізана гірськими хребтами. У північній частині Штирії, на північ від річки Енс, розташовані гірські масиви східних Альп Дахштайн (2996 м), Камерґебірґе (2141 м), Ґримінґ (2351 м), Тотесґебірґе (Гохкастен, 2389 м), Пірга (2244 м) й Великий Бухштайн (2224 м). На схід від Енсу тягнуться північні відроги Північних Вапнякових Альп: гірські пасма Північно-Штирійських Альп (з масивами Райхенштайнських гір (2372 м), Гохшваба (2278 м) й Високого Фейча (1982 м)) та Нижньо-Австрійських Альп (Снігові Альпи (1904 м), Ракс (2000 м)). На південь від долини Енсу підіймаються гори, що належать до центральної зони Східних Альп: Таврські гори (Гохґолінґ (2863 м), Предиґтштуль (2543 м), Великий Безенштайн (2449 м) і Завкоґель (2418 м)). Місцевість між річками Мурою і Дравою здіймаються Каринтійсько-Штирійські Альпи (Айзенгут (2441 м), Цирбіцкоґель (2397 м), Америнґкоґель (2184 м)). На схід від річки Мура здіймаються Передні Альпи (Гохланч (1720 м), Вексель (1743 м) і Штулек (1783 м)), які плавно спускаються на схід до долини Раби.
Найзначнішими рівнинами й долинами Штирії є долина річки Мура, де знаходяться найбільші міста регіону — Грац, Леобен, Капфенберг, Брук-ан-дер-Мур, Кніттельфельд, Юденбург і Ляйбніц, а також долина Енса. У Штирії є багато печер.
Палеонтологічними дослідженнями на території краю займався відомий буковинський вчений-природознавець Карл Пенеке.

### Річки й озера

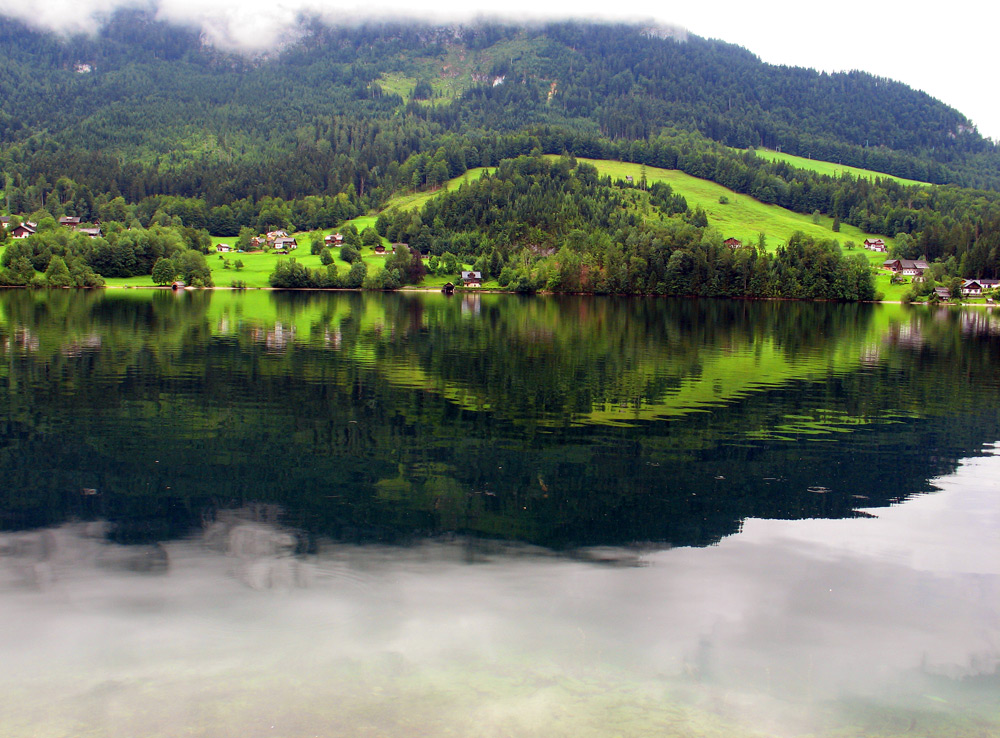
Озеро в Штирії

У відношенні гідрографії вся Штирія належить до басейну річки Дунай, у який несуть свої води всі найголовніші річки країни. Найбільша річка Штирії — Мура, притока річки Драва. На заході країни в північному напрямі тече Енс, а на сході — Раба. У Штирії багато цілющих джерел.

### Клімат
Клімат Штирії, при порівняно незначній площі, має велику різноманітність. Для гірських височин характерний суворіший, холодніший клімат, а родючі долини мають клімат помірніший, м'якший і навіть тепліший. Загалом кліматичні умови в Штирії вельми сприятливі для ведення сільського господарства.

## Історія
З 1867 року до кінця Першої світової війни в Австро-Угорщині існувало набагато більше герцогство Штирія, ніж Коронна земля Австрійської імперії. Після розпаду Габсбурзької монархії у жовтні/листопаді 1918 року і Сен-Жерменського договору 1919 року Нижня Штирія належить Словенії.
Федеральна земля Штирія має площу 16 398,74 км ², що робить її другою за величиною провінцією Австрії — має 145 км зовнішній кордон із Словенією, що робить його — за винятком Відня — федеративною землею з найнижчою протяжністю кордону. Внутрішня межа з прилеглими федеральними землями становить 870 км.

## Адміністративний поділ
Землю розділено на 12 округів та одне статусне місто.

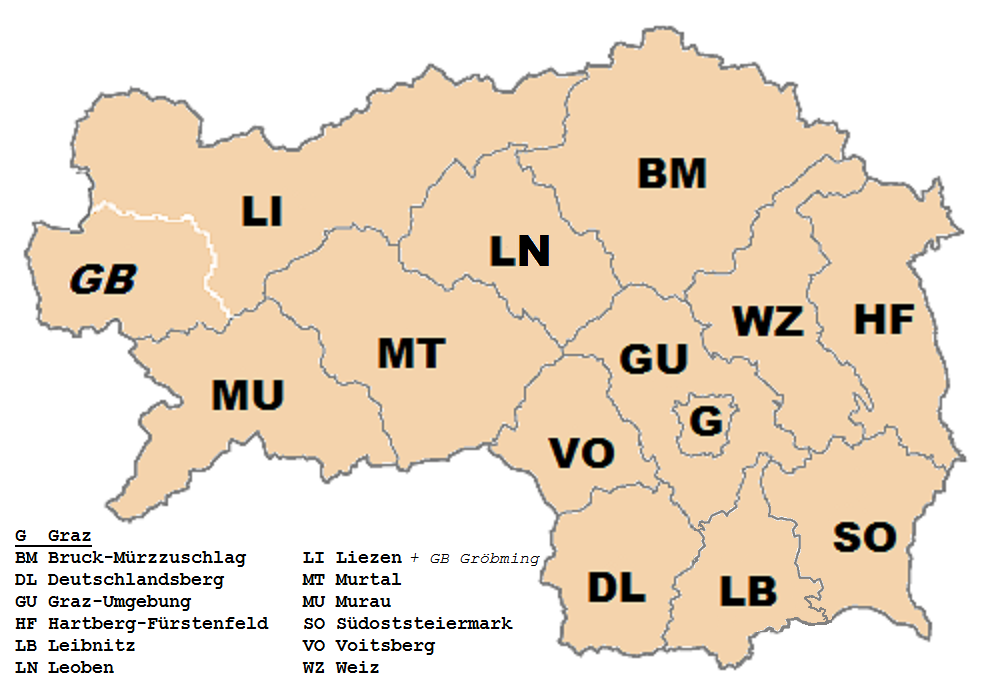
Округи Штирії

### Статусне місто
- Грац

### Округи
- Брук-Мюрццушлаг
- Дойчландсберг
- Грац-Умгебунг
- Гартберг-Фюрстенфельд
- Лайбніц
- Леобен
- Ліцен (з підокругом — політичним експозітуром Гребмінг)
- Мурау
- Мурталь
- Зюдостштаєрмарк
- Фойтсберг
- Вайц

## Природні пам'ятки
На території землі розташований національний парк Гезойзе.

## Економіка
Економіка Штирії переживає період переорієнтації з промислового виробництва на сферу послуг. Протягом останніх декількох років через це в країні спостерігалося падіння чисельності населення. З іншого боку, у 2004 р. Штирія мала найбільший серед всіх земель Австрії показник економічного зростання — 3,8 %, головним чином завдяки бурхливому розвитку Грацу.